# Ayşecik ve sihirli cüceler rüyalar ülkesinde
Ayşecik ve sihirli cüceler rüyalar ülkesinde è un film turco del 1971 prodotto dalla Hisar Film e diretto da Tunç Başaran, con Zeynep Değirmencioğlu e Suna Selen. Si tratta di un adattamento non dichiarato ma piuttosto fedele de Il meraviglioso mago di Oz di L. Frank Baum.
Preceduto da La meravigliosa favola di Biancaneve (1970) e seguito da La meravigliosa favola di Cenerentola (1971); il film è il secondo capitolo di una trilogia di pellicole a tema fiabesco con protagonista la giovane stella del cinema turco Zeynep Değirmencioğlu, sceneggiata da Hamdi Değirmencioğlu, padre dell'attrice.

## Trama
La piccola Ayşe vive serenamente assieme ai genitori e al suo amato cagnolino Boncuk nella loro fattoria nelle praterie. Finché un giorno un ciclone non si abbatte sulla loro casa. Ayşe e Boncuk non fanno in tempo a lasciare l'abitazione e si ritrovano catapultati nella magica Terra dei sogni. Qui la fanciulla viene festeggiata dai sette magici nani, servitori della buona Strega del Nord. La casa di Ayşe è infatti caduta sulla perfida Strega dell'Est, che seminava il terrore nel paese. Dopo essersi impossessata della scarpette argentate della strega, la giovane e il suo cane si mettono in cammino verso la Città di Smeraldo per andare a trovare il Grande mago che regna nel paese, affinché possa farli ritornare a casa. 
Nel tragitto Ayşe incontrerà uno spaventapasseri che vorrebbe ottenere un cervello, un uomo di latta che desidererebbe avere un cuore e un leone codardo in cerca di coraggio. Ayşe decide quindi di accompagnare i tre dal mago, in modo che esaudisca anche i loro desideri. Durante il loro viaggio affronteranno una foresta di alberi viventi, incontreranno un villaggio di bambole di porcellana e attraverseranno un fiume. Dopo aver ricevuto nuovamente la visita dei sette nani magici, il gruppo riesce infine a giungere al castello del Mago. Questo presentandosi sotto forma di una sfera infuocata, accetta di eseguire le richieste dei quattro, ma solo a condizione che essi sconfiggano la Strega malvagia del Sud. 
Una volta giunti nei pressi dell'abitazione della strega, questa manda loro incontro uno sciame di api, ma il gruppo riesce a proteggersi sotto alla paglia dello spaventapasseri, mentre le api muoiono nel tentativo di pungere l'uomo di latta. Spazientita, la strega li fa catturare dalle sue guardie; in prigione Ayşe viene di nuovo visitata dai suoi amici nani, che la consolano. La strega vorrebbe impadronirsi delle magiche scarpette d'argento, ma non può fare del male alla fanciulla, essendo ella protetta dal marchio della buona Strega del Nord. Decide quindi di sottrargliele tentando di farla inciampare, ma alla fine Ayşe avrà la meglio, riuscendo a scioglierla gettandole addosso un secchio d'acqua. 
Ritornati dal Mago scoprono che questo è in realtà un prestigiatore, arrivato nella Terra dei sogni grazie ad una mongolfiera. I tre amici di Ayşe capiscono di essere già in possesso di quello che cercavano, mentre il finto mago si offre di riportare la fanciulla a casa con il suo pallone aersostatico. Ma proprio durante la partenza Boncuk scappa e nel tentativo di riprenderlo, la ragazza non fa in tempo a salire sul pallone, che si alza in volo. 
Il gruppo decide quindi di mettersi in cammino per visitare la buona strega Nilüfer, nella speranza che possa esaudire la richiesta di Ayşe. Nel loro viaggio faranno di nuovo tappa nel villaggio delle bambole e affronteranno una tribù di cavernicoli lanciatori di martelli, con l'aiuto dei nanetti magici. Giunti infine dalla buona strega, ella spiega alla giovane che aveva sempre avuto il potere di tornare a casa, grazie alle scarpine magiche; tuttavia la fanciulla è felice di aver vissuto questa avventura, poiché ha aiutato i suoi tre amici. Ayşe saluta tutti quanti e battendo tre volte i tacchi delle scarpette fa ritorno assieme a Boncuk dai suoi genitori. 

## Produzione
Malgrado venga spesso definito un mockbuster de Il mago di Oz (1939) della MGM, il film segue con una molta fedeltà il romanzo originale di Baum. Inclusi alcuni episodi spesso assenti in altre trasposizioni, come gli incontri con il villaggio di porcellana e le teste a martello, qui rappresentati come dei cavernicoli.
Non mancano comunque alcune similitudini con il classico MGM. Zeynep Değirmencioğlu all'epoca diciassettenne, aveva la stessa età di Judy Garland quando interpretò il ruolo di Dorothy nel film del 1939, mentre nel libro Dorothy viene descritta come una bambina di circa dieci anni.
Il nome della protagonista venne cambiato da Dorothy in Ayşecik. Questo venne fatto per capitalizzare sul successo di Değirmencioğlu in Turchia grazie al suo ruolo di Ayşecik (Piccola Ayşe) nell'omonimo franchise di film. Nel corso della sua carriera Değirmencioğlu interpretò circa quaranta film nei panni di Ayşecik, una sorta di stereotipo della brava ragazza acqua e sapone della porta accanto. Alcuni di questi erano trasposizioni di racconti classici, come: La meravigliosa favola di Biancaneve (1970), La meravigliosa favola di Cenerentola (1971) o Hayat Sevince Güzel (1971), libero adattamento di Pollyanna ambientato negli anni settanta in Turchia.
Anche Suna Selen che nel film precedente aveva vestito i panni della Regina malvagia, ritornò riprendendo il ruolo della strega antagonista (qui rinominata Strega del Sud anziché dell'Ovest). Mentre gli attori che avevano interpretato i sette nani vennero riscritturati per gli stessi ruoli, andando a sostituire i Mastichini della storia originale. Il nome del cagnolino di Ayşe divenne Boncuk (Toto nell'originale), che letteralmente significa "Perlina", nome per animali molto comune in Turchia, e venne interpretato dallo stesso cane che sarà presente anche nel film di Cenerentola.

## Distribuzione
In Turchia il film uscì il 1º marzo del 1972. Contrariamente agli altri due film della serie, non ricevette una distribuzione nei cinema italiani. Tuttavia venne proiettato fuori concorso alla 17ª edizione del Giffoni Film Festival nel 1987 con il titolo Aysecik e i nani della Terra del Sogno, nella sezione Luna d'Oriente: retrospettiva del Cinema Turco per ragazzi.